# Niquelalumita
La niquelalumita és un mineral de la classe dels sulfats que pertany al grup de la calcoalumita.

## Característiques
La niquelalumita és un sulfat de fórmula química NiAl₄(SO₄)(OH)₁₂(H₂O)₃. Cristal·litza en el sistema monoclínic. Va ser descoberta als anys 80, però l'espècie va ser desacreditada més tard i no va ser fins a finals de 2022 que va tornar a ser reconeguda per l'Associació Mineralògica Internacional. La nova definició de l'espècie va ser publicada en el mes de juny de 2023.
Segons la classificació de Nickel-Strunz pertany a «07.D - Sulfats (selenats, etc.) amb anions addicionals, amb H₂O, amb cations de mida mitjana només; plans d'octaedres que comparteixen vores» juntament amb els següents minerals: felsőbanyaïta, langita, posnjakita, wroewolfeïta, spangolita, ktenasita, christelita, campigliaïta, devil·lina, ortoserpierita, serpierita, niedermayrita, edwardsita, carrboydita, glaucocerinita, honessita, hidrohonessita, motukoreaïta, mountkeithita, shigaïta, wermlandita, woodwardita, zincaluminita, hidrowoodwardita, zincowoodwardita, natroglaucocerinita, nikischerita, lawsonbauerita, torreyita, mooreïta, namuwita, bechererita, ramsbeckita, vonbezingita, redgillita, schulenbergita, kyrgyzstanita, guarinoïta, montetrisaïta, theresemagnanita i calcoalumita.
L'exemplar que va servir per a determinar l'espècie, el que es coneix com a material tipus, es troba conservat a les col·leccions del Museu Mineralògic Fersmann, de l'Acadèmia de Ciències de Rússia, a Moscou (Rússia), amb el número de registre: 6794.

## Formació i jaciments
Les primeres mostres d'aquest mineral van ser descobertes a la cova Mbobo Mkulu, a la localitat sud-africana de Mbombela (província de Mpumalanga). Després de la seva desacreditació temporal va tornar a ser reconeguda per l'IMA gràcies a noves mostres recollides al dipòsit d'urani de Kara-Tangi, a la província de Batkén (Kirguizstan). També ha estat descrita a Austràlia, Suïssai els Estats Units.